# ダヨ・ウパメカノ
ダヨシャンキュル・オスワル・ウパメカノ（Dayotchanculle Oswald Upamecano, 1998年10月27日 - ）は、フランス・エヴルー出身のサッカー選手。ブンデスリーガ・バイエルン・ミュンヘン所属。フランス代表。ポジションはディフェンダー。

## クラブ経歴
2013年からヴァランシエンヌFCのユースチームに所属し、2015年、オーストリアのレッドブル・ザルツブルクに移籍した。2017年1月13日、同じレッドブルがスポンサーのRBライプツィヒに移籍した。リーグ22節のFCアウクスブルク戦でブンデスリーガ初ゴールを挙げた。2020-21シーズン、リーグ第5節のヘルタ・ベルリン戦では約2年半振りに得点を挙げた。

### バイエルン・ミュンヘン
2021年2月14日、バイエルン・ミュンヘンは、ウパメカノと5年契約を結ぶことで合意したと発表し、この契約は2021年7月1日から有効となる。 クラブは、ライプツィヒに設定されていた4,250万ユーロの契約解除条項を満たしたと報じられている。
2023-24シーズン、チャンピオンズリーグラウンド16のラツィオとのファーストレグでは、レッドカードをもらった上、決勝点となるPKを献上してしまった。その直後のブンデスリーガ、ボーフム戦でもイエローカード2枚で退場、さらにはPKも献上し、チームも敗れた。2試合連続で退場したことからメディアでは厳しい批判にさらされた。
2024-25シーズン、コンパニが新指揮官に就任したことでパフォーマンスは飛躍的に向上し、チームのCBの柱としてブンデスリーガ制覇に大きく貢献した。

## 代表経歴
フランス代表として各世代の代表を経験し、2015年にUEFA U-17欧州選手権に出場し優勝に貢献した。
2020年9月6日、UEFAネーションズリーグのスウェーデン戦でA代表デビューを果たし、好プレーを見せた。9月8日のクロアチア戦で代表初得点を挙げた。
2022年、ワールドカップカタール大会のメンバーに選出された。体調不良により準決勝のモロッコ戦は欠場したが、決勝のアルゼンチン戦を含む、5試合で先発フル出場した。

## 個人成績
| クラブ                   | シーズン     | リーグ         | リーグ戦 | リーグ戦 | カップ戦 | カップ戦 | 国際試合 | 国際試合 | その他 | その他 | 通算 | 通算 |
| クラブ                   | シーズン     | リーグ         | 出場     | 得点     | 出場     | 得点     | 出場     | 得点     | 出場   | 得点   | 出場 | 得点 |
| ------------------------ | ------------ | -------------- | -------- | -------- | -------- | -------- | -------- | -------- | ------ | ------ | ---- | ---- |
| レッドブル・ザルツブルク | 2015–16      | ブンデスリーガ | 2        | 0        | 0        | 0        | 0        | 0        | 3      | 1      | 5    | 1    |
| レッドブル・ザルツブルク | 通算         | 通算           | 2        | 0        | 0        | 0        | 0        | 0        | 3      | 1      | 5    | 1    |
| リーフェリング           | 2015–16      | 2.リーガ       | 16       | 0        | 0        | 0        | 0        | 0        | 0      | 0      | 16   | 0    |
| リーフェリング           | 通算         | 通算           | 16       | 0        | 0        | 0        | 0        | 0        | 0      | 0      | 16   | 0    |
| ザルツブルク             | 2016-17      | ブンデスリーガ | 15       | 0        | 1        | 0        | 5        | 0        | 0      | 0      | 21   | 0    |
| ザルツブルク             | 通算         | 通算           | 15       | 0        | 1        | 0        | 5        | 0        | 0      | 0      | 21   | 0    |
| RBライプツィヒ           | 2016–17      | ブンデスリーガ | 12       | 0        | 0        | 0        | 0        | 0        | 0      | 0      | 12   | 0    |
| RBライプツィヒ           | 2017–18      | ブンデスリーガ | 28       | 3        | 2        | 0        | 11       | 0        | 0      | 0      | 42   | 3    |
| RBライプツィヒ           | 2018–19      | ブンデスリーガ | 15       | 0        | 3        | 0        | 4        | 0        | 0      | 0      | 22   | 0    |
| RBライプツィヒ           | 2019-20      | ブンデスリーガ | 28       | 0        | 2        | 0        | 8        | 0        | 0      | 0      | 38   | 0    |
| RBライプツィヒ           | 2020-21      | ブンデスリーガ | 29       | 1        | 5        | 0        | 7        | 0        | 0      | 0      | 41   | 1    |
| RBライプツィヒ           | 通算         | 通算           | 112      | 4        | 12       | 0        | 30       | 0        | 0      | 0      | 155  | 4    |
| バイエルン・ミュンヘン   | 2021-22      | ブンデスリーガ | 28       | 1        | 1        | 0        | 8        | 0        | 1      | 0      | 38   | 1    |
| バイエルン・ミュンヘン   | 2022-23      | ブンデスリーガ | 29       | 0        | 3        | 1        | 10       | 0        | 1      | 0      | 43   | 1    |
| バイエルン・ミュンヘン   | 通算         | 通算           | 57       | 1        | 4        | 1        | 18       | 0        | 2      | 0      | 81   | 2    |
| キャリア通算             | キャリア通算 | キャリア通算   | 202      | 4        | 17       | 1        | 53       | 0        | 5      | 1      | 278  | 7    |

## 代表歴

### 出場大会
- フランス代表
  - 2020年 - UEFAネーションズリーグ2020-21（優勝）
  - 2022年 - 2022 FIFAワールドカップ（準優勝）

### 試合数
- 国際Aマッチ 17試合 2得点（2020年 - ）[16]

| フランス代表 | 国際Aマッチ | 国際Aマッチ |
| 年           | 出場        | 得点        |
| ------------ | ----------- | ----------- |
| 2020         | 3           | 1           |
| 2021         | 3           | 0           |
| 2022         | 6           | 0           |
| 2023         | 5           | 1           |
| 2024         |             |             |
| 通算         | 17          | 2           |

### 得点
| # | 開催日        | 会場                         | 対戦国     | スコア | 結果 | 試合概要                      |
| - | ------------- | ---------------------------- | ---------- | ------ | ---- | ----------------------------- |
| 1 | 2020年9月8日  | パリ、スタッド・ド・フランス | クロアチア | 3-2    | 4-2  | UEFAネーションズリーグ2020-21 |
| 2 | 2023年3月24日 | パリ、スタッド・ド・フランス | オランダ   | 2-0    | 4-0  | UEFA EURO 2024予選            |

## タイトル

### クラブ
バイエルン・ミュンヘン
- ブンデスリーガ: 2021-22, 2022-23
- DFLスーパーカップ: 2021, 2022

### 代表
フランス U-17
- UEFA U-17欧州選手権: 2015

フランス
- UEFAネーションズリーグ: 2020-21

### 個人
- UEFAチャンピオンズリーグ年間ベストチーム: 2019-20